# Uma Ideia toda Azul
Uma Ideia toda Azul é um livro de contos de Marina Colasanti publicado em 1978.
O livro ganhou o prêmio "O Melhor para o Jovem", da Fundação Nacional do Livro Infantil e Juvenil e da APCA.